# Mongolia International 2006
Die Mongolia International 2006 im Badminton fanden vom 15. bis zum 19. September 2006 statt.

## Sieger und Platzierte
| Disziplin    | Gold                        | Silber                        | Bronze                                     |
| ------------ | --------------------------- | ----------------------------- | ------------------------------------------ |
| Herreneinzel | Hwang Jung-woon             | Hong Ji-hoon                  | Allan Tai                                  |
| Herreneinzel | Hwang Jung-woon             | Hong Ji-hoon                  | Hock Lai Lee                               |
| Dameneinzel  | Jang Soo-young              | Kim Moon-hi                   | Jung Kyung-eun                             |
| Dameneinzel  | Jang Soo-young              | Kim Moon-hi                   | Yoo Hyun-young                             |
| Herrendoppel | Jeon Jun-bum Yoo Yeon-seong | Kim Gi-jung Lee Jung-hwan     | Batkhurel Ochirpurev Enkhbat Olonbayar     |
| Herrendoppel | Jeon Jun-bum Yoo Yeon-seong | Kim Gi-jung Lee Jung-hwan     | Allan Tai Hock Lai Lee                     |
| Damendoppel  | Kim Min-jung Sun In-jang    | Yoo Hyun-young Jung Kyung-eun | Dagva Enkhtsetseg Erdenesuvd Bat-Erdene    |
| Damendoppel  | Kim Min-jung Sun In-jang    | Yoo Hyun-young Jung Kyung-eun | Gerelmaa Batchuluun Banzragch Saikhantuul  |
| Mixed        | Yoo Yeon-seong Kim Min-jung | Lee Jung-hwan Yoo Hyun-young  | Batkhurel Ochirpurev Banzragch Saikhantuul |
| Mixed        | Yoo Yeon-seong Kim Min-jung | Lee Jung-hwan Yoo Hyun-young  | Jeon Jun-bum Sun In-jang                   |